# Bororo

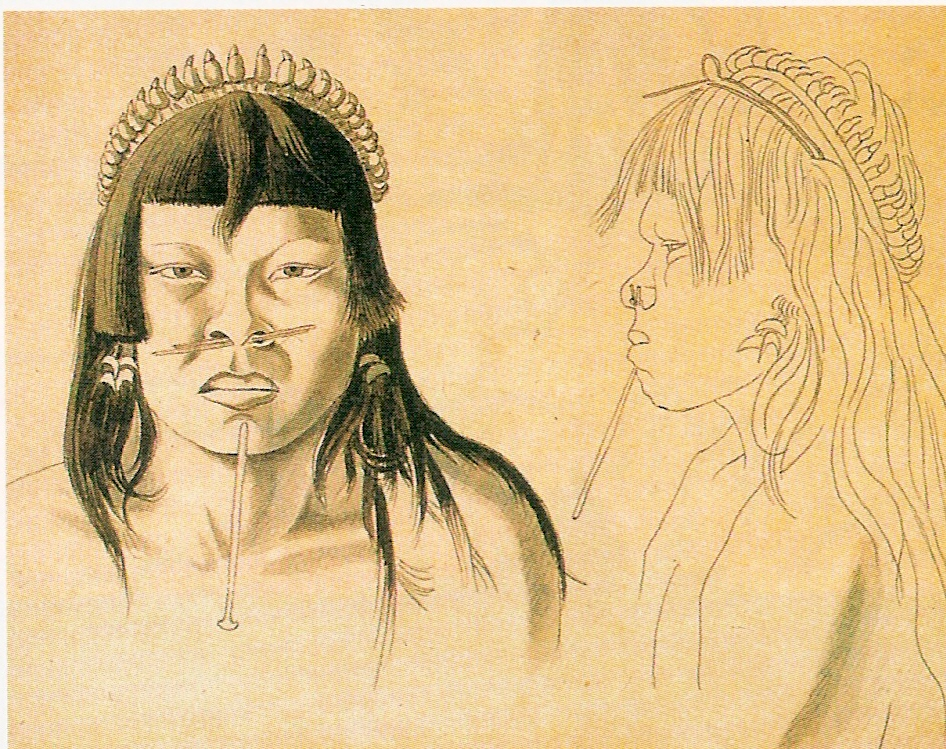
Bororo mit Lippenpflock. Porträt von Hercule Florence, gemacht während einer Expedition 1825–1829 (Leiter Georg Heinrich von Langsdorff) nach Amazonien

Die Bororo sind ein Macro-Ge sprechendes indigenes Volk aus dem Süden von Mato Grosso, Brasilien; Teile dieses Volkes lebten auch im brasilianischen Bundesstaat Goiás und in Bolivien. Die Sprache des Volkes, Bororo-Sprache, gehört zur Sprachfamilie Macro-Ge.
Den ersten Kontakt mit Europäern hatten die Bororo im frühen 18. Jahrhundert. Johann Natterer, der Mato Grosso um 1825 bereiste, beschrieb die Bororo da Campanha 1826 in einem Brief folgendermaßen:
„Sie bewohnten früher die Steppen längs des Paraguay rechten Ufers, vom R. Jauru bis an die Bahia da Uberaba […] und richteten als sie noch feindlich waren, hier und auf den Strassen von Matogrosso viel Unheil an, bis man sie endlich zum Frieden näthigte […] Bis jetzt haben sie den Frieden noch nicht gestört, sie nomadisiren  in kleinen Horden auf der hiesigen Fazenda, einige haben sich in Pau secco 5 Meilen westlich von hier niedergelassen.“

Bororo mit Schwirrholz, nach Karl Weule 1910

Der Völkerkundler Karl von den Steinen widmete ihnen einen großen Teil seines Werkes Unter den Naturvölkern Zentral-Brasiliens. Reiseschilderungen und Ergebnisse der Zweiten Schingú-Expedition 1887–1888.
Am Ende des 19. Jahrhunderts traf der Armeeingenieur Cândido Rondon auf die Bororo; er schaffte es, sie zu befrieden und beim Bau einer Telegraphenleitung nach Bolivien und Peru zu beteiligen.
Der französische Ethnologe Claude Lévi-Strauss, der sich zwischen 1935 und 1939 meistenteils in Brasilien aufhielt und in São Paulo von 1935 bis 1937 eine Professur innehatte, besuchte während einer Reise ins Innere Brasiliens 1935 die Bororo, um bei ihnen Feldforschung zu betreiben. Er untersuchte Siedlungsstil, Riten, Bekleidung, Gesang, Mythen, Körperbemalung, Tänze, Werkzeuge und Sprache der Bororo, die er als Kronjuwel für jeden Ethnologen nannte, da ihre Gesellschaftsstrukturen komplex und sehr kompliziert sind (Traurige Tropen, 1955 und Das Rohe und das Gekochte, 1964).
Im Jahr 1999 gab es noch rund 750 Bororos in Brasilien, die in sieben Dörfern lebten. Diese geringe Anzahl erklärt sich vor allem durch die Assimilierung mit den Einwanderern, aber auch durch Mord, Vertreibung (u. a. beim Bau der Transamazônica) und die Einschleppung von Krankheiten durch die Europäer. 
Die Bororo sind bekannt – wie auch andere Indianer dieser Gegend – für ihren kunstvollen Federkopfschmuck, den sie bei Zeremonien und rituellen Tänzen tragen. Zu den rituell verwendeten Klangerzeugern gehören das Schwirrholz und die Schnurrassel buttori, die bei Tänzen um die Knöchel gebunden wird.